# Fulton County (Arkansas)
Fulton County is een county in de Amerikaanse staat Arkansas.
De county heeft een landoppervlakte van 1.601 km² en telt 11.642 inwoners (volkstelling 2000). De hoofdplaats is Salem.